# Roy (Montana)
Roy – jednostka osadnicza w Stanach Zjednoczonych, w stanie Montana, w hrabstwie Fergus.